# Summer World University Games 2025/Turnen
Bei den Summer World University Games 2025 wurden 14 Wettkämpfe im Turnen ausgetragen.

## Bilanz

### Medaillenspiegel
| Platz  | Land               | 00 | 00 | 00 | Gesamt |
| ------ | ------------------ | -- | -- | -- | ------ |
| 1      | Japan              | 8  | 8  | 1  | 17     |
| 2      | China              | 3  | 1  | 1  | 5      |
| 3      | Kanada             | 1  | 1  | 2  | 4      |
| 4      | Armenien           | 1  | –  | –  | 1      |
| 5      | Großbritannien     | 1  | –  | –  | 1      |
| 6      | Chinesisch Taipeh  | –  | 1  | 1  | 2      |
| 6      | Schweiz            | –  | 1  | 1  | 2      |
| 8      | Spanien            | –  | 1  | –  | 1      |
| 8      | Ungarn             | –  | 1  | –  | 1      |
| 10     | Südkorea           | –  | –  | 3  | 3      |
| 11     | Belgien            | –  | –  | 1  | 1      |
| 11     | Deutschland        | –  | –  | 1  | 1      |
| 11     | Frankreich         | –  | –  | 1  | 1      |
| 11     | Österreich         | –  | –  | 1  | 1      |
| 11     | Vereinigte Staaten | –  | –  | 1  | 1      |
| Gesamt | Gesamt             | 14 | 14 | 14 | 42     |

### Medaillengewinner

#### Männer
| Disziplin            | Gold                                                                                   | Silber                                                                               | Bronze                                                                         |
| -------------------- | -------------------------------------------------------------------------------------- | ------------------------------------------------------------------------------------ | ------------------------------------------------------------------------------ |
| Barren               | Tomoharu Tsunogai                                                                      | Shinnosuke Oka                                                                       | Moon Geon-young                                                                |
| Boden                | Luke Whitehouse                                                                        | Shinnosuke Oka                                                                       | Moon Geon-young                                                                |
| Pauschenpferd        | Hamlet Manukjan                                                                        | Daiki Hashimoto                                                                      | Patrick Hoopes                                                                 |
| Reck                 | Félix Dolci                                                                            | Daiki Hashimoto                                                                      | He Xiang                                                                       |
| Ringe                | Liu Hengyu                                                                             | Liu Yang                                                                             | William Émard                                                                  |
| Sprung               | Chen Zhilong                                                                           | Luca Murabito                                                                        | Kim Jae-ho                                                                     |
| Einzelmehrkampf      | Daiki Hashimoto                                                                        | Shōhei Kawakami                                                                      | William Émard                                                                  |
| Mannschaftsmehrkampf | JapanDaiki Hasimoto Tomoharu Tsunogai Shinnosuke Oka Shōhei Kawakami Tsuyoshi Hasegawa | KanadaFélix Dolci Jayson Rampersad Ioannis Chronopoulos William Émard Matteo Bardana | SchweizDominic Tamsel Ian Raubal Luca Murabito Mattia Piffaretti Tim Randegger |

#### Frauen
| Disziplin            | Gold                                                                         | Silber                                                                  | Bronze                                                          |
| -------------------- | ---------------------------------------------------------------------------- | ----------------------------------------------------------------------- | --------------------------------------------------------------- |
| Boden                | Shoko Miyata                                                                 | Kohane Ushioku                                                          | Jade Vansteenkiste                                              |
| Schwebebalken        | Urara Ashikawa                                                               | Tonya Paulsson                                                          | Emma Malewski                                                   |
| Sprung               | Shoko Miyata                                                                 | Kohane Ushioku                                                          | Selina Kickinger                                                |
| Stufenbarren         | Yang Fanyuwei                                                                | Zója Székely                                                            | Shoko Miyata                                                    |
| Einzelmehrkampf      | Shoko Miyata                                                                 | Mana Okamura                                                            | Tonya Paulsson                                                  |
| Mannschaftsmehrkampf | JapanUrara Ashikawa Kokoro Fukasawa Shoko Miyata Mana Okamura Kohane Ushioku | SpanienMaia Llacer Laia Masferrer Lorena Medina Irene Ros Ainara Sautúa | FrankreichMaëva Guery Alisson Lapp Alizée Letrange Célia Serber |

Sofia 1961 |
Porto Alegre 1963 |
Budapest 1965 |
Tokio 1967 |
Turin 1970 |
Moskau 1973 |
Rom 1975 |
Sofia 1977 |
Mexiko-Stadt 1979 |
Bukarest 1981 |
Edmonton 1983 |
Kōbe 1985 |
Zagreb 1987 |
Duisburg 1989 |
Sheffield 1991 |
Buffalo 1993 |
Fukuoka 1995 |
Catania 1997 |
Palma de Mallorca 1999 |
Peking 2001 |
Daegu 2003 |
Izmir 2005 |
Bangkok 2007 |
Belgrad 2009 |
Shenzhen 2011 |
Kasan 2013 |
Gwangju 2015 |
Taipeh 2017 |
Neapel 2019 |
Chengdu 2021 |
Rhein-Ruhr 2025
3×3-Rollstuhlbasketball |
Badminton |
Basketball |
Beachvolleyball |
Bogenschießen |
Fechten |
Judo |
Leichtathletik |
Rhythmische Sportgymnastik |
Rudern |
Schwimmen |
Taekwondo |
Tennis |
Tischtennis |
Turnen |
Volleyball |
Wasserball |
Wasserspringen